# Charles Eschard
Charles Eschard, född 1748, död 1810, var en fransk målare, ritare och gravör.
Charles Eschard påbörjade studier i konst vid Rouen konstakademi med handledning av Jean-Baptiste Descamps. Därefter bodde han i Holland i några år för att studera flamländska konstmästerverk. Åter till Frankrike utställde han ett antal konstverk vid Louvren.
Charles Eschard använde mjuk pensel och rika färger och skapade gravörer och etsningar efter eftertraktade teman.

## Källhänvisningar
- Theodore Eloi Lebreton, Biography Rouen, Rouen, Le Brument, 1865
- Françoise Debaisieux Charles Eschard, Caen v. 1748 -? v. 1815 designer painter and engraver: Museum of Fine Arts in Caen, August 1 - October 25, 1984, Museum of Fine Arts, Caen, 1984